# Simone Manuel
Simone Manuel, née le 2 août 1996 à Houston, est une nageuse américaine spécialiste des épreuves de sprint en nage libre.
Le 11 août 2016, en remportant le 100 m nage libre ex æquo avec la Canadienne Penny Oleksiak, elle devient la première afro-américaine à remporter un titre olympique en natation dans une course individuelle.

## Biographie
Lors des Championnats du monde 2013, elle atteint la finale du 50 m nage libre qu'elle termine à la septième place. Durant ces championnats, elle reçoit une médaille d'or pour sa participation aux séries du relais 4 × 100 m nage libre.

## Palmarès

### Jeux olympiques
- Jeux olympiques d'été de 2016 à Rio de Janeiro :
  -  Médaille d'or au 100 m nage libre, ex æquo avec Penny Oleksiak
  -  Médaille d'or du relais 4 × 100 m 4 nages
  -  Médaille d'argent du relais 4 × 100 m nage libre
  -  Médaille d'argent au 50 m nage libre
- Jeux olympiques d'été de 2020 à Tokyo ( Japon) :
  -  Médaille de bronze du relais 4 × 100 m nage libre
- Jeux olympiques d'été de 2024 à Paris :
  -  Médaille d'argent du relais 4 × 100 m nage libre.

### Championnats du monde

#### Grand bassin
- Championnats du monde 2013 à Barcelone (Espagne) :
  -  Médaille d'or au titre du relais 4 × 100 m nage libre[1]

- Championnats du monde 2015 à Kazan (Russie) :
  -  Médaille d'or au titre du relais 4 × 100 m nage libre mixte
  -  Médaille de bronze au titre du relais 4 × 100 m nage libre

- Championnats du monde 2017 à Budapest (Hongrie) : 
  -  Médaille d'or du 100 m nage libre
  -  Médaille d'or du relais 4 × 100 m nage libre
  -  Médaille d'or du relais 4 × 100 m quatre nages
  -  Médaille d'or du relais 4 × 100 m nage libre mixte
  -  Médaille d'or du relais 4 × 100 m quatre nages mixte
  -  Médaille de bronze du 50 m nage libre

- Championnats du monde 2019 à Gwangju (Corée du Sud) :
  -  Médaille d'or du 50 m nage libre
  -  Médaille d'or du 100 m nage libre
  -  Médaille d'or du relais 4 × 100 m quatre nages
  -  Médaille d'or au titre du relais 4 × 100 m nage libre mixte
  -  Médaille d'argent au titre du relais 4 × 100 m nage libre
  -  Médaille d'argent au titre du relais 4 × 200 m nage libre
  -  Médaille d'argent au titre du relais 4 × 100 m quatre nages mixte

- Championnats du monde 2025 à Singapour :
  -  Médaille d'or du 4 × 100 m quatre nages (participe uniquement aux séries)
  -  Médaille d'or du 4 × 100 m nage libre mixte (participe uniquement aux séries)
  -  Médaille d'argent au titre du relais 4 × 100 m nage libre
  -  Médaille d'argent au titre du relais 4 × 200 m nage libre

### Championnats pan-pacifiques
- Championnats pan-pacifiques 2014 à Gold Coast (Australie) :
  -  Médaille d'argent au titre du relais du 100 m nage libre
  -  Médaille d'argent au titre du relais du 100 m quatre nages
  -  Médaille de bronze du 100 m nage libre

- Championnats pan-pacifiques 2018 à Tokyo (Japon) :
  -  Médaille d'argent du 50 m nage libre
  -  Médaille d'argent du 100 m nage libre
  -  Médaille d'argent au titre du relais du 100 m nage libre
  -  Médaille d'argent au titre du relais du 100 m quatre nages
  -  Médaille de bronze au titre du relais mixte du 100 m quatre nages